# Eriococcus chathamensis
Eriococcus chathamensis är en insektsart som beskrevs av James Mather Hoy 1962. Eriococcus chathamensis ingår i släktet Eriococcus och familjen filtsköldlöss. Inga underarter finns listade i Catalogue of Life.